# Bramsche
Bramsche là một thị xã ở huyện Osnabrück, Lower Saxony, Đức. Đô thị này có diện tích 183,32 km². Đô thị này có cự ly khoảng 20 km về phía bắc của Osnabrück, tọa độ . Dân số cuối năm 2005 là 30.916 người.
Các khu vực dân cư:
- Achmer
- Balkum
- Epe and Malgarten
- Engter
- Evinghausen
- Hesepe
- Kalkriese - site of the Battle of the Teutoburg Forest
- Lappenstuhl
- Pente
- Schleptrup
- Sögeln
- Ueffeln

## Kết nghĩa
| - - Raanana (Israel) - - Todmorden (Anh quốc) - - Harfleur (Pháp) - - Biskupiec (Ba Lan) |